# Nederland in Beweging!
Nederland in Beweging! is een programma op de Nederlandse televisie, gericht op stimulering van lichaamsbeweging. Doel van het programma is mensen meer in beweging te krijgen. Het programma richt zich vooral op mensen van boven de vijftig. Om die reden is het programma vanaf 2 januari 2008 te zien bij Omroep MAX. Tussen 2000 en 2008 werd het uitgezonden door de AVRO.

## Presentatie

### Huidige presentatoren
- Duco Bauwens
- Barbara de Loor[1]

### Oud-presentatoren
- Karl Noten (2000-2007)
- Olga Commandeur (2000-2023)

## Uitzendingen
Het programma is niet gebonden aan tv-seizoenen en wordt het hele jaar uitgezonden. De uitzendingen vinden plaats van maandag tot en met vrijdag op NPO 1 (eerder Nederland 1). Omdat het programma via NPO Start is terug te kijken kan het programma op elk moment van de dag worden gekeken, zodat de oefeningen bijvoorbeeld ook vlak na het werk kunnen worden gedaan in plaats van 's ochtends, wat ideaal is al men al vanaf 's ochtends vroeg moet werken. Het is dan een ideale ontspanning. 

## Opnamen
In een aflevering van het praatprogramma Jinek in april 2020 vertelde Olga Commandeur dat alle afleveringen van Nederland in Beweging! worden opgenomen in een periode van zes aaneengesloten dagen. Daarbij worden op één dag 7 à 8 afleveringen opgenomen. De opnames vinden elk jaar in mei of juni plaats. Na zes dagen zijn alle afleveringen voor het jaar klaar. Zelfs de fitte Commandeur zei daarover: "Dan ben ik helemaal kapot."

## Opzet
De opzet van het programma is mensen aan het bewegen krijgen. Ieder mens heeft minimaal een half uur beweging per dag nodig, zo wordt gezegd, en meedoen aan dit programma levert al een kwartier beweging op. In de aanvankelijke opzet deed Commandeur de oefeningen voor en legde ze uit, tegenwoordig doet ook Duco Bauwens de uitleg. In de studio staat verder een aantal personen die de oefeningen meedoen, al dan niet achter of op een stoel (tevens om te laten zien hoe de oefeningen gedaan moeten worden als men houvast nodig heeft).
Tussendoor zijn er andere filmpjes te zien. Zo wordt er een ja-neevraag gesteld met betrekking tot gezondheid of wordt er gekeken bij sportverenigingen.
Met ingang van 2007 was het programma opgefrist. Er waren drie nieuwe oefengroepen en alle oefeningen werden vanaf dat moment zonder onderbreking achter elkaar uitgezonden, omdat kijkers de onderbrekingen als storend ervoeren. Voorheen begon elke uitzending met de rubriek Goed om te weten! en aan het eind waren een "weekreportage" en "beweegagenda's" te zien. Deze intro en afsluiting kwamen later te vervallen.
Vanaf september 2021 doet elke eerste vrijdag van de maand een oefengroep van bekende Nederlanders mee met de oefeningen. Deze groep bestaat uit Sander Hoogendoorn, Jasmine Sendar, Evelien de Bruijn, Carrie ten Napel en Mounir Toub.

## Meewerkende partijen
- Longfonds
- Hersenstichting Nederland
- Ministerie van VWS
- Nederlandse Hartstichting
- Nederlands Instituut voor Sport en Bewegen
- Reumafonds

## Tijdelijke stop
De AVRO besloot op 4 juli 2007 de programmering te schrappen nadat medepresentator Karl Noten diezelfde dag vanwege het bezit van kinderporno tot een werkstraf en een voorwaardelijke gevangenisstraf van enkele maanden was veroordeeld. Het programma kwam op 10 september 2007 terug op de televisie met medepresentator Duco Bauwens.

## Covid 19
Tijdens de lockdowns wegens Covid 19 in 2020, 2021 en 2022 stegen de kijkcijfers en bleef men toch in beweging. Het programma was toen heel populair omdat het mensen de gelegenheid gaf om thuis te fitnessen. Het was een goed alternatief voor de sportschool vanwege het feit dat alles dicht moest, ook de sportscholen. Ook mensen die positief waren getest en daardoor thuis moesten blijven konden hier dankbaar gebruik van maken. Zo konden zij dan toch elke dag dat zij thuis moesten blijven voldoende in beweging zijn.